# Wales
För andra betydelser, se Wales (olika betydelser).
Wales (kymriska: Cymru) är en delvis självstyrande riksdel (constituent country) i Storbritannien. Wales (med 8,5 procent av ytan och 5 procent av befolkningen) är större än Nordirland, men utgör den minsta riksdelen på ön Storbritannien (alltså mindre än England och Skottland). Omkring 20,5 procent av alla walesare i Wales talar kymriska som modersmål. Särskilt stark är kymriskan i Gwynedd och Wales övriga norra och nordvästra delar.

## Namn
Det engelska namnet Wales kommer från det germanska ordet walha, som betyder främling eller utlänning. Samma rot finns i Vallonien, Valakiet, Cornwall och rotvälska. Det kymriska namnet Cymru betyder landsmän och användes av de britanniska stammarna som namn för sig själva. En del engelska grevskap, som det historiska Cumberland och det ceremoniella Cumbria (där den brittiska folkstammen tidigare levde), är således besläktade med denna benämning.

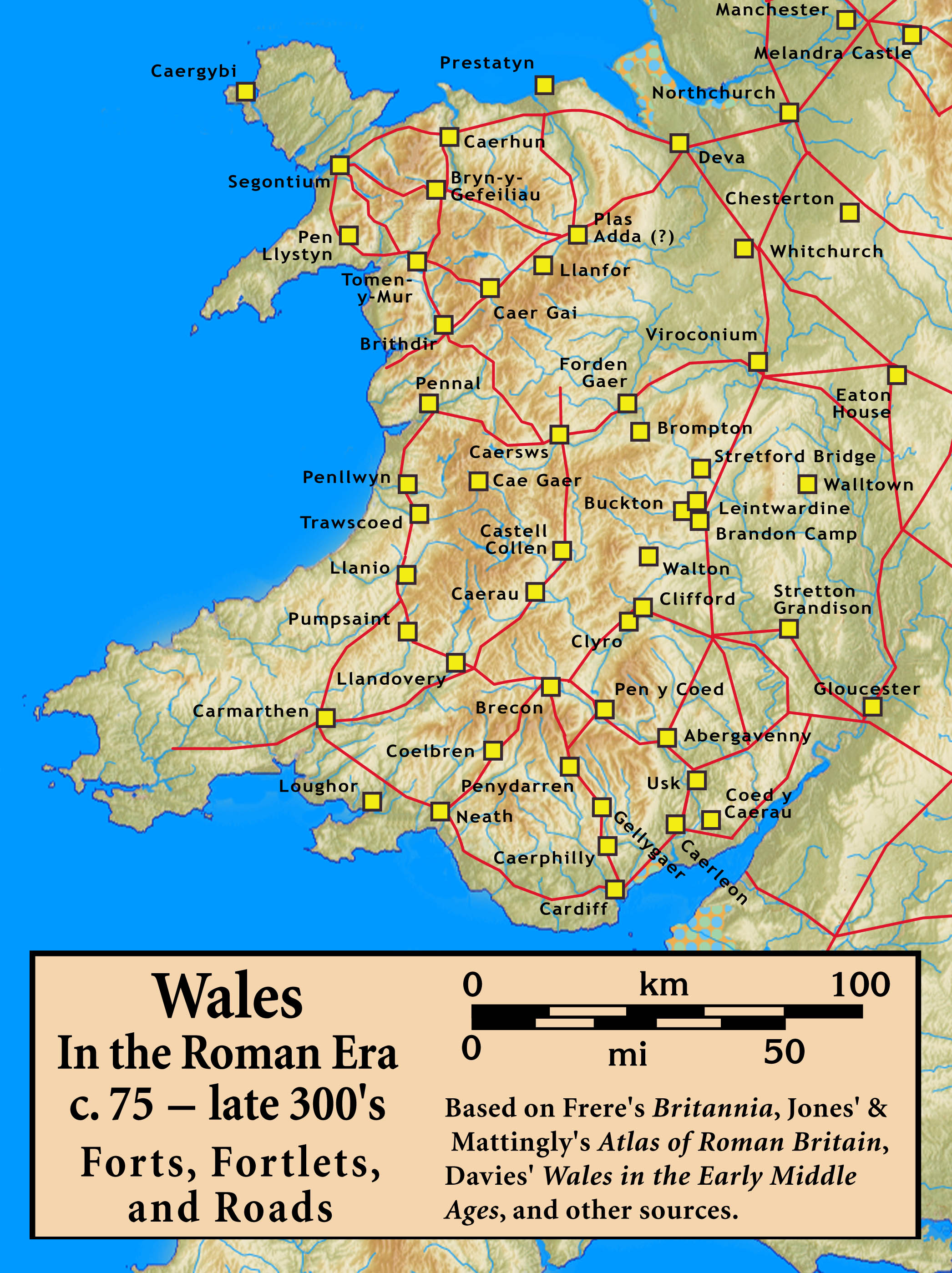
Wales i romarriket.

## Historia
Wales har bebotts av människor i minst 29 000 år. Istidens glaciärer drog sig tillbaka 10 000 – 8 000  f.Kr. Därefter följde kontinuerlig mänsklig bosättning, först genom mesolitiska jägare och samlare och från 4 000 f.Kr. av bofasta jordbrukare. Många megalitiska monument är kända. 
Vid tiden för den romerska invasionen av Storbritannien bestod det som idag är Wales av de britanniska (keltiska) stammarna deceangli, ordovikerna, cornovii, demetae och silurerna. Rom ockuperade hela eller delar av nuvarande Wales under perioden 48 e.Kr. till 383 e.Kr. Området var då införlivat i den romerska provinsen Britannia. 
Under de följande 900 åren (383 e.Kr. till 1282 e.Kr.) bestod Wales mestadels av några fria kungadömen. Därefter införlivades Wales med det framväxande England.

## Geografi
Wales utgör en halvö på västsidan av ön Storbritannien och täcker en yta som är omkring 20 779 kvadratkilometer stor. Wales gränsar till England i öst och av havet i övriga riktningar: Bristolkanalen i syd, Sankt Georgskanalen i väst och Irländska sjön i norr. Wales har sammanlagt över 1 200 kilometer lång havskust. Det finns flera öar utanför Wales fastland; den största är Anglesey i nordväst.
De största städerna och industricentra ligger i södra Wales, däribland städerna Cardiff, Swansea och Newport med omgivning. I nordöst finns staden Wrexham och vid kusten i väster bland annat Aberystwyth.

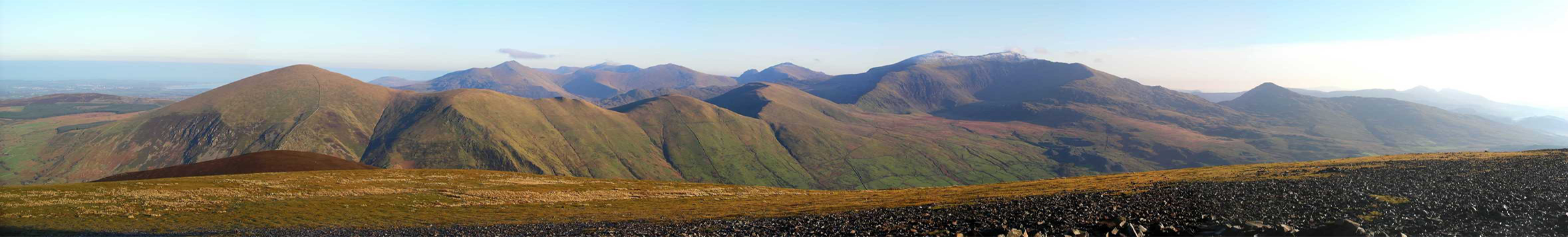
Nationalparken Snowdonia i Norra Wales. Bergstoppen Snowdon är det högsta berget i Wales, och det högsta berget i Storbritannien utanför de skotska högländerna.

Mycket av Wales landskap är bergigt, särskilt i de norra och centrala delarna. De högsta bergen ligger i Snowdonia och inbegriper Snowdon, som är Wales högsta berg med en höjd på 1 085 meter. Det finns 15 berg i Wales som är över 3 000 fot (914 meter) höga och kallas tillsammans Welsh 3000s.
Wales har tre nationalparker: Snowdonia, Brecon Beacons och Pembrokeshire Coast National Park. Landet har också fyra så kallade Areas of Outstanding Natural Beauty: Anglesey, Clwydian Range, Gower och Wye Valle; Gowerhalvön var det första området i Storbritannien att få utmärkelsen, vilket skedde 1956.
Wales kust drabbas ofta av kraftiga atlantiska stormar, som genom åren har sänkt många fartyg. Natten till den 25 oktober 1859 sänktes 114 skepp utanför Wales kust när en orkan blåste in från Atlanten. Wales är tillsammans med Cornwall, Irland och Bretagne känt för sina många skeppsvrak. Situationen var särskilt svår under industrialiseringen då många skepp på väg mot Cardiff förliste.
Den moderna gränsen mot England definierades på 1500-talet, baserat på medeltida feodala gränser. Den har dock aldrig blivit officiellt erkänd och är omdiskuterad. Gränsen följer någorlunda Offa's Dyke upp till 64 kilometer från den norra kusten, och separerar exempelvis Knighton från sin järnvägsstation, och går rakt igenom byn Llanymynech, vars pub ligger mitt på gränsen.

### Klimat
- Högsta uppmätta temperatur: 35,2 °C vid Hawarden Bridge, Flintshire den 2 augusti 1990
- Lägsta uppmätta temperatur: −23,3 °C vid Rhayader, Radnorshire den 21 januari 1940[3]
- Maximala antalet soltimmar på en månad: 354,3 timmar vid Dale Fort, Dyfed i juli 1955
- Minimala antalet soltimmar på en månad: 2,7 timmar vid Llwynon, Powys i januari 1962[4]
- Maximala mängden nederbörd på ett dygn (klockan 09.00–09.00): 211 millimeter vid Rhondda, Gwent, den 11 november 1929[5]

## Politik
Wales lyder i likhet med England direkt under det brittiska parlamentet och regeringen i London. Wales utgör tillsammans med England ett gemensamt rättssystem och sedan 1955 utfärdas lagstiftning för England och Wales, medan man tidigare enbart nämnde England. Sedan 1955 är även Cardiff (Caerdydd) huvudstad i Wales.
Efter en folkomröstning upprättades Wales nationalförsamling (National Assembly for Wales) 1998. De första valen till nationalförsamlingen hölls 1999, och Labourpartiet har varit det styrande partiet på regional nivå till dags dato (2016). Nationalförsamlingen kan inte lagstifta och inte ta ut några skatter men det innebär ändå att man har en politisk församling genom vilken väljarna kan utkräva ansvar gentemot den politiska makten.
Den viktigaste administrativa indelningen i Wales är sedan 1996 i kommuner (unitary authorities), som är baserade på de historiska grevskapen. Kommunerna betecknas som county eller county borough, och i vissa fall även som city, där de kommuner som betecknas county i huvudsak motsvarar ett äldre grevskap.

## Ekonomi och transporter

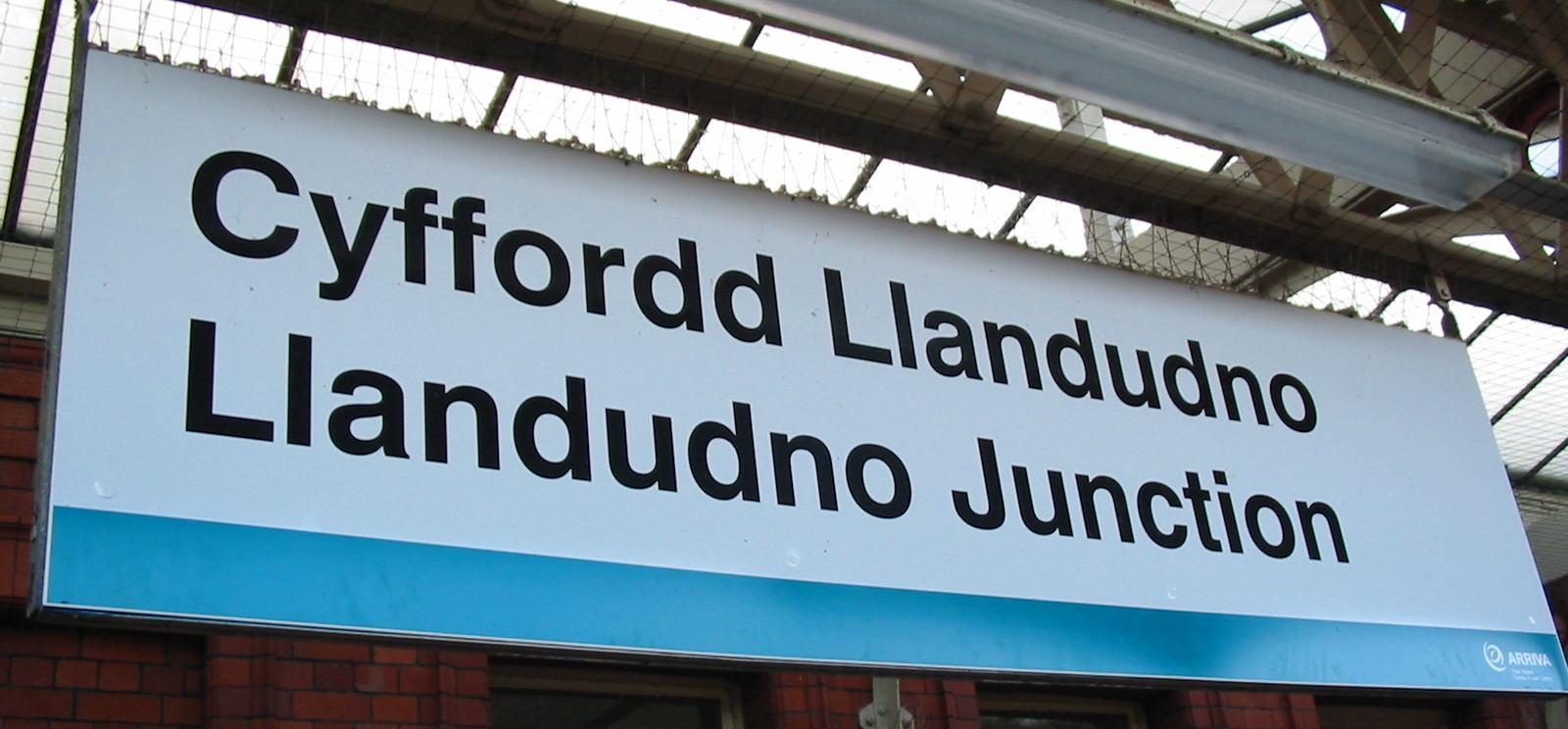
Tvåspråkig skylt på järnvägsstationen i Llandudno Junction. Vägskyltar visar först kymriska och sedan engelska.

Järnvägsnätet i Wales är inte fullt lika utbyggt som i övriga Storbritannien. Ändå når det ut till olika delar av landet. Från Cardiff går det därtill snabbtåg till London.
I Wales har alla vägar vägmärken som är tvåspråkiga, det vill säga på engelska och kymriska (walesiska). Tvärs genom Wales går motorvägen M4 som är den viktigaste vägen i Wales. Den förbinder också Cardiff med London.

## Demografi
Befolkningen i Wales kallas för walesare. 
De två officiella språken är engelska och kymriska. Kymriska tillhör de keltiska språken. Det är arvtagare till det gamla britanniska tungomålet, före den anglosaxiska invasionen och cirka 20 % av befolkningen kan tala det.

## Kultur
I äldre tid hade walesarna det för keltiska folk karakteristiska tillägget "Ab" till efternamnet, i Skottland "Mac" som i "Macgregor" och på Irland "O" som i "O'Reilly". Det walesiska "Ab" förbjöds av den engelske kungen, men lever kvar i namn som "Bevan", ursprungligen "Ab Evan".
En framträdande roll i den walesiska kulturen intas av sången.

### Sport
De två största idrotterna i Wales är fotboll och rugby union, vilka representeras av Wales herrlandslag i fotboll respektive Wales herrlandslag i rugby union. Båda herrlandslagen spelar sina landskamper på Millennium Stadium i Cardiff, en arena som har fått fem stjärnor (högsta betyg) i Uefas arenaranking. Även cricket och rugby league är populära idrotter.
Wales är medlem i internationella fotbollsförbundet, Fifa.